# Acanthepeira
Acanthepeira Marx, 1883 è un genere di ragni appartenente alla famiglia Araneidae.

## Etimologia
Il nome deriva dal greco ᾶκανθα, àkantha, cioè spina; ἑπί, epì, cioè sopra e εῖρειν, èirein, cioè intrecciare, perché tesse la ragnatela aiutandosi con le protuberanze a mo' di spine presenti sull'opistosoma.

## Distribuzione
Le cinque specie oggi note di questo genere sono state rinvenute nelle Americhe: 4 specie sono presenti in America settentrionale e centrale; la sola A. labidura è endemica del Brasile.

## Tassonomia
A maggio 2011, si compone di 5 specie:
- Acanthepeira cherokee Levi, 1976 — USA
- Acanthepeira labidura (Mello-Leitao, 1943) — Brasile
- Acanthepeira marion Levi, 1976 — USA, Messico
- Acanthepeira stellata (Walckenaer, 1805)[2] — dal Canada al Messico
- Acanthepeira venusta (Banks, 1896) — USA, Cuba

### Nomina dubia
- Acanthepeira grisea (McCook, 1894); si tratta di un esemplare femminile, reperito negli USA e originariamente descritto nell'ex-genere Marxia: secondo un lavoro dell'aracnologo Levi del 1976 è da considerarsi nomen dubium[1].
- Acanthepeira moestella Roewer, 1942; è la ridenominazione di Epeira moesta Keyserling, 1892: è un esemplare femminile, reperito negli USA, il cui nome era già stato precedentemente utilizzato da Blackwall nel 1865. Secondo un lavoro di Levi del 1976 è da considerarsi nomen dubium, contra degli appunti di McCook, 1894 (196, pl. 12, f. 11)[1].